# Akai S3000xl
El Akai S3000XL es un sampler con 32 voces polifónicas, y 2 MB de built-in RAM calidad de 16-bit.
Para agregar sonidos al sampler, el S3000XL cuenta con una disquetera de 3,5 "que lee disquetes con formato Akai, y un puerto SCSI para enlazar con un dispositivo de almacenamiento externo, como una Unidad Zip, un lector de CD o un disco duro externo para almacenar más o más muestras. Los 2 MB de RAM incorporados se pueden actualizar hasta 32 con (2x16) SIMM que Akai  proveía. Las unidades Iomega Zip se utilizaban con mucha frecuencia para el almacenamiento y la copia de seguridad. Esto era especialmente importante teniendo en cuenta que el dispositivo puede reproducir archivos MIDI en dispositivos MIDI externos, sincronizando así las muestras con cualquier número de MIDI Una gran ventaja fue que durante la presentación en vivo, el Akai podría tomar el papel de la computadora para activar los otros instrumentos. Otras actualizaciones incluyeron varias tarjetas adicionales, como EB-16 e IB-304f.
El S3000XL tiene 8 salidas y dos  Entradas de conector de teléfono de 1/4 ", lo que permite que el S3000XL funcione como un grabador de disco duro. La interfaz consta de 32 botones, ocho de las cuales son teclas de función, tres perillas y un pad direccional de cuatro teclas para navegar por la pantalla de 240x64, ubicada en la parte superior media del Sampler.
El Akai S3000XL es ampliamente considerado como uno de los sampler producidos más versátiles y útiles, principalmente debido a la pantalla grande e interfaz de fácil de navegación que permite un muestreo rápido y en profundidad. Sin embargo, la luz de fondo de la pantalla LCD se desvanece fácilmente y la capacidad de la memoria incorporada no es tan amplia.
El Akai S2000 es una versión económica y simplificada del s3000XL con una pantalla LCD de solo 2x16 caracteres, sin conector SCSI interno instalado y generalmente se vendía sin opciones instaladas. Independientemente, es funcionalmente idéntico y acepta las opciones del S3000XL que se enumeran a continuación (sin disco duro interno) que también incluye la placa de salida de 8 canales IB-208P, estándar en el S3000XL.
Aunque Akai ha interrumpido la producción y el soporte de producto para el Akai S3000XL, todavía se pueden encontrar muchas unidades funcionando en estudios de grabación de todo el mundo.

## Opciones
- Akai EB16 'SampleVerb' 4 × 50 effects board
- RAM Akai FMX008 8MB
- Akai IB304f 'ProFilter' filter board
- Editor Akai MESA
- Akai OS v2.0
- Disco duro Akai SHD524 524MB 2.5" SCSI